# Олексій Король
Олексій Король (нар. 14 жовтня 1977, Київ, УРСР) — американський та український футболіст та тренер, виступав на позиції нападника.

## Кар'єра гравця

### Ранні роки
Народився в Києві, з дитинства займався хокеєм та футболом. Зрештою, обрав футбол. Вихованець київського «Динамо». У 1992 році разом з 6-а іншими молодими «динамівцями» отримав пропозицію перебратися для навчання та проживання у США. У 14 річному віці оселився в містечку Лівонія, штат Нью-Йорк. У 1996 році вступив до Індіанського університету. Виступав протягом чотирьох років за місцеву чоловічу футбольну команду. У футболці «Гусієрс» відзначився 57-а голами та 35-а результативними передачами. У 1998 та 1999 роках був гравцем команди Університету Індіани, яка двічі поспіль виграла NCAA Division I Men's Soccer Tournament (фактично, університетський чемпіонат США). В обох сезонах Олексій відзначався забитими м'ячами (6 голів у 1998 році та 4 м'ячі в 1999 році). У 1999 році потрапив до основного складу університетської збірної Усіх Зірок, а також визнаний найкращим футболістом року за версією видання Soccer America. У 1997 році, паралельно з виступами за університетську команду, виступав також і за «Каламазу Кіндом» з USL Premier Development League.

### Кар'єра професіонального гравця
Представник Major League Soccer «Даллас Берн» обрав Короля на Супердрафті MLS 2000 року під 5-м номером. У дебютному для себе сезоні у футболці «Берн» відзначився 5-а голами та 3-а гольовими передачами. За період виступів у «Далласі» встиг побувати в оренді в «Атланта Сілвербекс», за яку провів 1 поєдинок.
15 січня 2002 року «Чикаго Файр» придбали Олексія та Мігеля Сааведру у «Даллас Берн» в обмін на пік шостого раунду Супердрафту MLS. Однак травма лівого коліна, яка спричинила бурсит, завадила Королю нормально грати, тому він провів за чиказьку команду лише один матч. 26 липня 2002 року, після отримання статусу вільного агента, підписав контракт з «Рочестер Ріноз». У новій команді провів 2 поєдинки, після чого зіграв 1 матч за «Індіану Блест». У 2003 році перейшов до «Піттсбург Рівергаундз» з другого дивізіону USL. 19 серпня 2003 року підписав контракт з представником Major Soccer League «Канзас Сіті Кометс» терміном на 1 рік з можливістю його продовження ще на 1 рік. Зіграв 9 матчів у футболці «Комет», проте гравцеві продовжували дошкуляти травми. 27 січня 2004 року отримав статус вільного агента. 12 лютого 2004 року приєднався до «Чарлстон Беттері» з першого дивізіону USL. У червні 2004 року «Баттері» дозволили Олексію шукати собі нову команду, а 12 липня він уклав контракт з представником другого дивізіону USL «Гаррісберг Сіті Айлендерз».
У січні 2007 року перейшов до «Рокфорд Тандер» з American Indoor Soccer League. У команді відіграв сезон 2006/07 років.

## Кар'єра тренера
У квітні 2006 року Короля призначили помічником головного тренера футбольної команди Іллінойського університету Чикаго. Також тренував дитячу команду «Чикаго Лейкерфронт».
З лютого 2009 року допомогав тренувати футбольну команду рідного університету. Прийшов до команди через два місяці після того, як колишній асистент головного тренера Тод Єглі залишив команду та очолив футбольну команду Вісконсинського університету. У 2010 році Олексій повернувся на посаду першого помічника головного тренера футбольної команди Іллінойського університету.